# Hebeloma cavipes
Hebeloma cavipes là một loài nấm ở Hymenogastraceae.